# Rallye du Gap Racing
Le Rallye du Gap Racing est une épreuve de rallye automobile disputée dans le département des Hautes-Alpes.

## Historique
Le Rallye du Gap Racing a été créé en 1983, initialement sous le nom de Ronde régionale du Gap Racing. Ce rallye régional est organisé conjointement par l’Association Sportive Automobile des Alpes (organisateur administratif) et l'association Auto Sport Alpes Val Durance (organisateur technique). Il se déroule sur les routes de la moyenne vallée de la Durance, dans les environs de Tallard, dans le sud du département des Hautes-Alpes. 
La première édition VHC (Véhicules Historiques de Compétition) a eu lieu en 2016.

## Palmarès

### Rallye moderne
| Année | Pilote              | Copilote                   | Voiture                   | Gr./Cl.       |
| ----- | ------------------- | -------------------------- | ------------------------- | ------------- |
| 1992  | Christian Xiberras  | Laurent Aimar              | Simca Rallye3             | F             |
| 1998  | Nicolas Latil       |                            | Peugeot 306 Maxi          | A/7           |
| 1999  | Pas de rallye       | Pas de rallye              | Pas de rallye             | Pas de rallye |
| 2000  | Alain Viano         | Jean-Charles Descamps      | Peugeot 205 GTI           | F/18          |
| 2001  | Alain Viano         | Jean-Charles Descamps      | Peugeot 205 GTI           | F/18          |
| 2002  | Patrice Rouit       | Philippe Gidel             | Mitsubishi Lancer Evo III | N/4           |
| 2003  | Stéphane Carra      | Philippe Chevalier         | BMW M3                    | A/8           |
| 2004  | Richard Autran      | Sébastien Moulias          | Renault Mégane Maxi       | A/7           |
| 2005  | David Fazio         | Pierre Barbara             | Renault Mégane Maxi       | A/7           |
| 2006  | Georges Orre        | Deborah Thomas             | Volkswagen Golf GTI       | F2/14         |
| 2007  | Nicolas Laurent     | Véronique Zimmer           | Peugeot 306 Maxi          | A/7           |
| 2008  | Christophe Barneaud | Marc Barneaud              | Peugeot 306 Maxi          | A/7K          |
| 2009  | Nicolas Latil       | Romain Roche               | Peugeot 306 Maxi          | A/7K          |
| 2010  | Nicolas Latil       | Samuel Teissier            | Peugeot 306 Maxi          | A/7K          |
| 2011  | Nicolas Latil       | Romain Roche               | Peugeot 207 S2000         | A/7S          |
| 2012  | Nicolas Latil       | Romain Roche               | Peugeot 207 S2000         | A/7S          |
| 2013  | Nicolas Latil       | Christophe Ailloud-Perraud | Peugeot 207 S2000         | A/7S          |
| 2014  | Nicolas Latil       | Christophe Ailloud-Perraud | Peugeot 207 S2000         | A/7S          |
| 2015  | Christophe Barneaud | Marc Barneaud              | Ford Fiesta R5            | R/5           |
| 2016  | Christophe Barneaud | Marc Barneaud              | Ford Fiesta R5            | R/5           |
| 2017  | Damien Daumas       | Alexandre Chabot           | Ford Fiesta R5            | R/5           |
| 2018  | Romain Roche        | Anthony Chabot             | Ford Fiesta R5            | R/5           |
| 2019  | Romain Roche        | Anthony Chabot             | Skoda Fabia R5            | R/5           |
| 2020  | Romain Roche        | Cyril Rossetto             | Citroën C3 R5             | R/5           |

### Pilotes les plus titrés en catégorie Moderne (depuis 1998)
- 7 victoires : Nicolas Latil
- 3 victoires : Christophe Barneaud et Romain Roche (+3 en tant que copilote)
- 2 victoires : Alain Viano

### Rallye VHC (Véhicules historiques de compétition)
| Année | Pilote             | Copilote   | Voiture                 | Cat./Cl. |
| ----- | ------------------ | ---------- | ----------------------- | -------- |
| 2016  | Christian Xiberras | Sandy Guif | Ford Escort RS2000 MkII | 4/C5     |